# Platorchestia joi
Platorchestia joi is een vlokreeftensoort uit de familie van de Talitridae. De wetenschappelijke naam van de soort is voor het eerst geldig gepubliceerd in 1994 door Stock & Biernbaum.